# Orthocladiscus longipennis
Orthocladiscus longipennis là một loài bọ cánh cứng trong họ Cleridae. Loài này được Westwood năm White miêu tả khoa học năm 1849.